# Bahnhof Pleinfeld

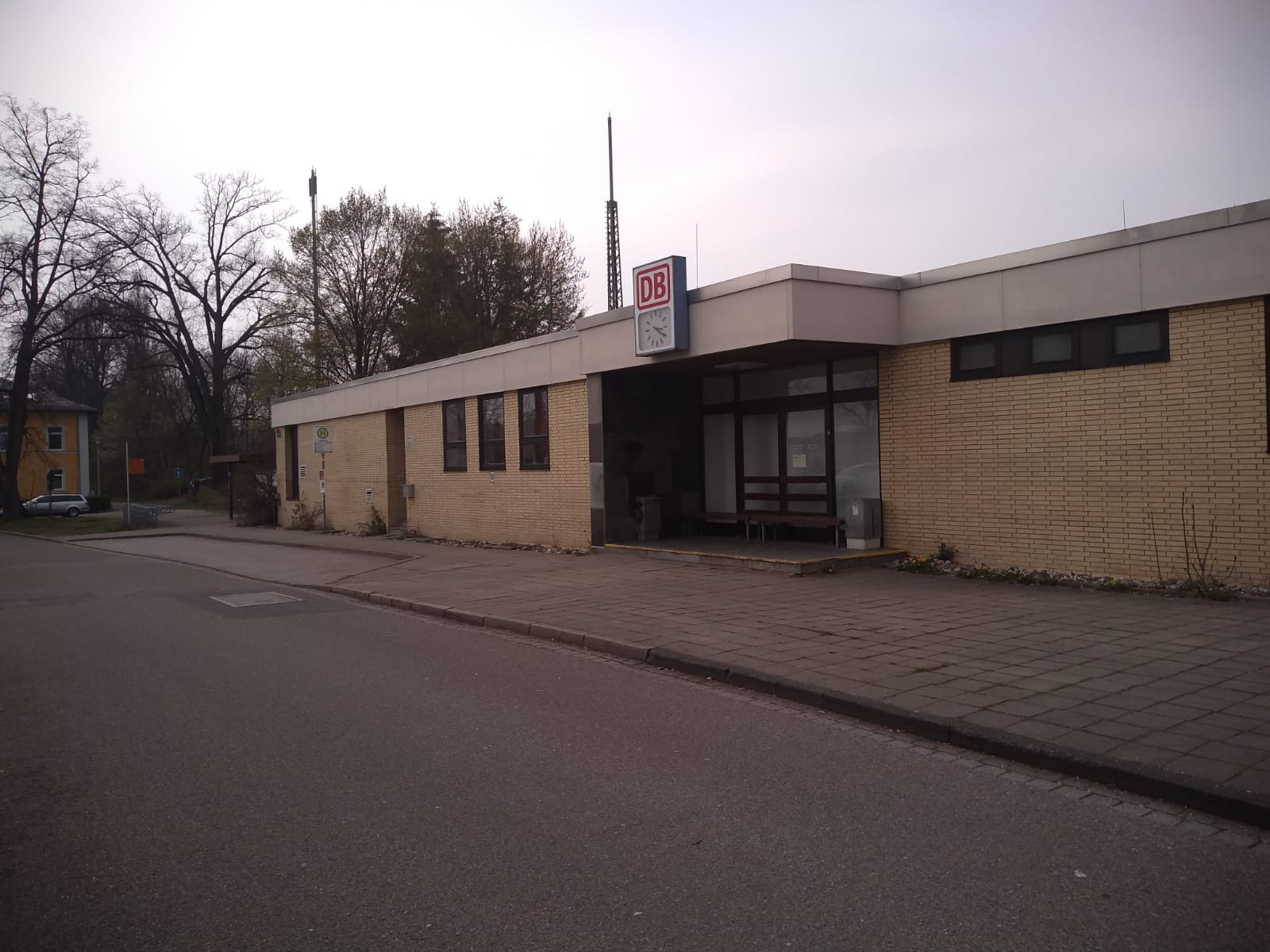
Bahnhofsgebäude in Pleinfeld

Der Bahnhof Pleinfeld ist der Bahnhof des bayerischen Marktes Pleinfeld im Landkreis Weißenburg-Gunzenhausen und ist ein Trennungsbahnhof an der Hauptbahn Treuchtlingen–Nürnberg. Die abzweigende Strecke nach Gunzenhausen war früher ein Teil der Ludwig-Süd-Nord-Bahn, die den Bahnhof 1849, also bereits 20 Jahre vor der heutigen Hauptstrecke, erreichte.

## Geschichte
Am 25. August 1843 wurde das Gesetz über den Bau der Ludwig-Süd-Nord-Bahn erlassen, am 7. Oktober fasste der bayerische König Ludwig I. den Beschluss, die Strecke von Donauwörth über Nördlingen und Gunzenhausen nach Nürnberg zu führen. Das Königliche Staatsministerium bekräftigte diesen Beschluss am 21. Februar 1844. Der erste Grunderwerb im Bereich von Pleinfeld erfolgte am 23. September 1845. Am 28. Februar 1849 wurden die Aufträge für die Herstellung der Objecte der Bahnstation Pleinfeld vergeben und am 22. März 1849 wurde der Spurplan für die Station durch die Königliche Eisenbahn Commission München genehmigt.
Die Eröffnung der Strecke Gunzenhausen–Pleinfeld–Schwabach erfolgte am 1. Oktober 1849 – damit war die Lücke zwischen München und Nürnberg geschlossen. Die Magistrate der Städte Ellingen und Weißenburg sowie der Markt Pleinfeld beantragten am 7. April 1861 die Errichtung einer Zweigeisenbahn von Pleinfeld nach Weißenburg. Am 17. Mai 1861 beantragte die Generaldirektion der Königlichen Verkehrsanstalten in Nürnberg die Verlängerung der Gleise, da ständig Baumstämme ungewöhnlicher Größe verladen werden müssten. Dieser Antrag wurde am 16. Juli 1866 erneut gestellt.
Die benötigten Grundstücke für den Bau der Strecke zwischen Treuchtlingen und Pleinfeld wurden am 19. März 1867 festgelegt, am 12. September 1868 wurde der Grunderwerb für die Erweiterung des Bahnhofes genehmigt. Die Strecke wurde am 2. Oktober 1869 eröffnet. Am 5. Juni 1873 wurde der erweiterte Bahnhof dem Betrieb übergeben. Nach Erweiterung der Gleisanlagen waren ein Betriebshauptgebäude, eine Ladehalle, ein Wasserhaus, zwei öffentliche Abtritte, die Lokomotivremise I in der alten Lagerhalle, die neue Lokomotivremise II, ein Dienstwohngebäude im alten Betriebsgebäude, zwei Wechselwärterhäuser, Wasserkräne, eine Waage und eine Drehscheibe vorhanden.
Bei der ab 1875 einsetzenden Planungsphase für weitere Bahnstrecken in Bayern wurden die beiden Verbindungen Pleinfeld–Kelheim über Heideck, Thalmässing, Greding, Beilngries und Dietfurt sowie die Strecke Pleinfeld–Schwandorf über Hilpoltstein, Freystadt und Neumarkt in der Oberpfalz projektiert, wobei zwischen Pleinfeld und Georgensgmünd über die Anbindung an die bestehende Strecke gestritten wurde. Am 9. April 1904 beantragte Pleinfeld, einen Rangierbahnhof zu errichten, da im Zusammenhang mit dem Bau der Strecke Donauwörth–Treuchtlingen Pleinfeld Knotenpunkt für Rangierarbeiten und als Nahgüterausgangsbahnhof werden wollte. Aus betriebstechnischen Gründen wurden dafür Gunzenhausen und Donauwörth gewählt. Diese Strecke wurde am 1. Oktober 1906 in Betrieb genommen.
Dem Gesuch Pleinfelds vom 7. Februar 1908, Strom für die elektrische Beleuchtung aus dem bahneigenen Elektrizitätswerk zu nehmen, folgte am 22. März 1910 der Abschluss eines Stromlieferungsvertrages. 1911 entstanden die ersten Skizzen für einen Bahnhofsumbau. Die Hauptverwaltung stimmte erst am 23. Juli 1933 einer Bahnhof- und Linienverbesserung zu. Das elektromechanische Stellwerk der Bauart VES wurde am 25. August 1933 in Betrieb genommen, 1935 die Elektrifizierung abgeschlossen.
Gegen Ende des Zweiten Weltkrieges wurde am 5. März 1945 die gesamte Fahrleitung im Bahnhofsbereich durch amerikanische Tiefflieger zerstört. Der Zugbetrieb mit elektrischen Triebfahrzeugen wurde jedoch aufrechterhalten. Die Züge fuhren mit Schwung ein und wurden mit einer Dampflokomotive wieder auf die Strecke geschoben. Bei einem Beschuss eines Munitionszuges im April 1945 explodierten zehn Güterwagen. Ab dem 13. Juni 1945 war die Strecke nach Gunzenhausen wieder befahrbar, ab dem 5. November 1957 erfolgten auf dieser Strecke die Zugmeldungen nicht mehr telegrafisch, sondern telefonisch. Der erste Akkumulatortriebwagen vom Typ ETA 150 verkehrte am 20. März 1959 von Pleinfeld nach Nördlingen.
1972 wurde die Güterabfertigung geschlossen, von 1975 bis 1976 das ehemalige Bahnhofsgebäude abgebrochen und das Empfangsgebäude und die Bahnsteigunterführung neu errichtet, der Spurplan geändert und das Stellwerk auf Spurplantechnik umgestellt. Am 1. Februar 1975 erfolgte die Auflösung als Hauptdienststelle, Pleinfeld wurde Außenstelle des Bahnhofes Weißenburg. Der Stückgutversand wurde eingestellt. Die Außenstellenfunktion wurde am 1. Januar 1977 aufgelöst. Das neue Spurplanstellwerk Dr S60 wurde am 31. Juli 1978 in Betrieb genommen. Ab dem 15. Februar 1982 übernahm dieses Stellwerk die Fernsteuerung des Bahnhofes Georgensgmünd, dem folgte ab 1. Juni 1987 der Bahnhof in Weißenburg.
Die Fahrkartenausgabe öffnete ab dem 31. Mai 1982 nur noch einmal monatlich zum Verkauf von Monatskarten; dies endete 1986 mit der Aufstellung von Fahrkartenautomaten. Am 18. Juli 1987 erfolgte die Angliederung des Bahnhofes an die Hauptdienststelle Bahnhof Roth. 1994 wurde er dem Betriebsbezirk Nürnberg zugeordnet. Im Sommer 1999 endete die Zustellung von Güterwagen, der Wagenladungstarifpunkt entfiel. Seit der Einweihung der S-Bahn-Linie S3 zwischen Nürnberg und Roth am 9. Juni 2001 wurde Pleinfeld von Nürnberg und Treuchtlingen nur noch mit Regionalexpresszügen und Regionalbahnzügen bedient – damit beträgt die Fahrzeit nach Nürnberg nur noch 33 oder 36 Minuten (RE mit Halt in Roth und Schwabach, RB zusätzlich in Mühlstetten). Bei der Erneuerung der Fahrleitungen im Jahre 2006 wurde das Überholgleis 6 nicht mehr überspannt und außer Betrieb genommen.
2020/2021 wurde der Bahnhof barrierefrei ausgebaut und am 20. Juli 2021 in Betrieb genommen. Vermutlich durch Baufehler stand die Unterführung schon vor der Eröffnung tageweise bis zu zehn Zentimeter unter Wasser, was dazu führte, dass die Aufzüge teilweise nicht funktionierten. Der Weißenburger Landtagsabgeordnete Wolfgang Hauber schaltete auf Grund der Dringlichkeit den bayerischen Konzernbevollmächtigten Klaus-Dieter Josel ein, der die zeitnahe Nachrüstung der Unterführung mit einer Hebeanlage zusicherte.

## Infrastruktur
Der Bahnhof Pleinfeld besaß fünf Gleise an drei Bahnsteigen. Gleis 1 befand sich am Hausbahnsteig und wurde im Personenverkehr planmäßig nicht bedient. An Gleis 2 hielten die Regionalzüge nach Nürnberg und an Gleis 3 die Regionalzüge in Richtung Treuchtlingen. Gleis 4 diente den Regionalbahnen von und nach Gunzenhausen, während an Gleis 5 planmäßig keine Reisezüge hielten. Die beiden Mittelbahnsteige sind über eine Unterführung mit dem Hausbahnsteig verbunden, die beidseitig einen Zugang hat. Die Bahnsteige sind teilweise überdacht. Der Bahnhof ist seit dem Jahr 2021 barrierefrei ausgestattet. Dafür wurden der Bahnsteig 2/3 auf 76 cm erhöht, der Bahnsteig 4/5 auf 55 cm, und an den Bahnsteigen und am  Zugang am Bahnhofsgebäude Aufzüge nachgerüstet.

### Bahnsteigdaten bis 2020
- Gleis 1: Länge 309 m, Höhe 38 cm
- Gleis 2: Länge 309 m, Höhe 38 cm
- Gleis 3: Länge 309 m, Höhe 38 cm
- Gleis 4: Länge 303 m, Höhe 38 cm
- Gleis 5: Länge 303 m, Höhe 38 cm[6]

## Personenverkehr
Der Personenverkehr im Bahnhof Pleinfeld wird ausschließlich durch DB Regio Bayern mit zwei Regionalbahn- und zwei Regionalexpress-Linien bedient. Es bestehen so umsteigefreie Verbindungen in Richtung Nürnberg, Augsburg und München. Seit der teilweisen Reaktivierung der Bahnstrecke Nördlingen–Pleinfeld existiert zusätzlich eine Regionalbahn-Linie über Gunzenhausen nach Wassertrüdingen.
Die Linien, welche über die Bahnstrecke Nürnberg–Treuchtlingen verkehren (RE 16, RE 60 und RB 16), werden mit vier- und sechsteiligen Doppelstocktriebzügen des Typs Bombardier Twindexx Vario betrieben. Da die Strecke von Pleinfeld nach Wassertrüdingen nicht elektrifiziert ist, werden auf der RB 62 Dieseltriebzüge eingesetzt.
| Linie                    | Strecke                                                                 | Taktfrequenz                                                                    |
| ------------------------ | ----------------------------------------------------------------------- | ------------------------------------------------------------------------------- |
| RE16                     | Nürnberg Hbf – Pleinfeld – Treuchtlingen – Donauwörth – Augsburg Hbf    | Zweistundentakt                                                                 |
| RE60                     | Nürnberg Hbf – Pleinfeld – Treuchtlingen                                | Stundentakt wochentags                                                          |
| RB16                     | Nürnberg Hbf – Pleinfeld – Treuchtlingen – Ingolstadt Hbf – München Hbf | Zweistundentakt                                                                 |
| RB62                     | Pleinfeld – Gunzenhausen – Wassertrüdingen                              | Stundentakt Gunzenhausen–Wassertrüdingen Zweistundentakt Pleinfeld–Gunzenhausen |
| Stand: 15. Dezember 2024 |                                                                         |                                                                                 |

## Zugunglücke
- 1935/36 entgleiste wegen falscher Weichenbedienung ein Wagen eines Personenzuges, wobei es einen Toten gab.
- Am 22. März 1957 wurde eine Weiche zu früh umgestellt, eine Schiene bohrte sich in einen Wagen, es gab zwei Schwer- und neun Leichtverletzte.

## Sandbahn Pleinfeld
Von 1925 bis 1964 existierte eine Sandbahn mit Spurweite 600 mm, mit der Sand aus den Sandgruben zur Verladerampe am Bahnhof gebracht wurde.